# هاینریش جیکوب گلدشتمیتد
هاینریش جیکوب گلدشتمیتد (انگلیسی: Heinrich Jacob Goldschmidt; ۱۲ آوریل ۱۸۵۷ – ۲۰ سپتامبر ۱۹۳۷) دانشمند در زمینه شیمی اهل نروژ بود.